# Aldobrandeschi
Els Aldobrandeschi foren una família feudal italiana que va governar territoris a la Maremma, a la regió de Sovana o Soana i a les terres de Grosseto. El seu ancestre fou Alpert, un senyor alemany mort vers l'any 800 doncs el 21 de gener del 800 ja era esmentat com a mort. Fou pare d'Ilprand, que fou abat. La seva descendència no es coneix, però estava relacionat amb Ildebrand I i son germà Alpert II, potser els seus fills, que van viure a la primera meitat del segle IX. Alpert II era clergue però Ildebrand I tenia molts feus a la Maremma i va viure fins vers el 839; va deixar dos fills: Ilprand II, clergue i Eriprand I, feudatari poderós que fou el pare de Jeremies, bisbe de Lucca mort el 868, d'Ildebrand II, d'Eriprand (mort després del 973), i d'Ademar (qualificat de vassall imperial).
Ildebrand II fou comte de Roselle i va morir vers el 901. Va deixar un fill del que no es coneix el nom i que fou el pare d'Ildebrand III, primer comte de Soana o Sovana, i comte de Roselle amb el títol de marquès. Va morir vers el 939 i fou el tronc dels Aldobrandeschi de Sovana. Durant les primeres generacions els germans segons solien estar associats al govern. Una excepció fou Ildebrand, germà de Rodolf I, que va rebre terres en feu (indeterminades) i va morir vers el 996 creant la seva pròpia branca els membres de la qual es titularen comes. Els seus fills i descendents van portar el títol de comtes Aldobrandeschi però governaven només determinats feus.

## Comtes Aldobrandeschi de Sovana i de Roselle, marquesos
- Ildebrand III 901-939
- Gerard I 939-966 (fill)
- Lambert (germà associat) 939-989
- Rodolf I (fill de Gerard I) 966-988
- Rodolf II (fill) associat fins vers el 987, mort abans del 988
- Ildebrand IV 988-1034
- Enric (fill) associat fins vers el 1030, mort vers el 1020
- Ildebrand V (germà) 1034-1077
- Rainer (germà) associat 1034-1064
- Rainer Malabranca (fill d'Ildebrand V) 1064-1106
- Hug I (germà) associat 1064-1097

## Comtes Aldobrandeschi deSovana
- Malagàglia (fill de Rainer Malabranca) 1106-1121
- Ildebrand VI (germà) associat 1106-1135
- Hug II (fill de Malagàglia) 1121-1152
- Ildebrand VII el jove (Novello) (fill) 1152-1195
- Ildebrand VIII (fill) 1195-1212
- Ildebrand IX (fill) 1212-1237
- Bonifaci (germà) 1212-1216 associat
- Guillem (germà) 1212-1216

El 29 d'octubre de 1216 els tres germans es van repartir els dominis: al primer va correspondre Sovana; al segon Santa Fiora i al tercer Pitigliano. Ildebrand IX va morir sense successió el 1237 i les seves terres van passar a les altres dues branques, que es van repartir els dominis, recaient la ciutat de Sovana en la línia de Pitigliano.

## Comtes de Santa Fiora
- Bonifaci 1216-1229
- Ildebrand X (fill) 1229-1283
- Ildebrand XII el jove (fill) 1283-1331
- Esteve (fill) 1331-1346
- Senès (fill) 1346-1386
- Guiu (fill) 1386-1438, comte consort de Pitigliano.
- Cecília (filla) 1438-1451
- Bosí I Sforza, comte de Cotignola (espòs).

## Comtes de Pitigliano
- Guillem (anomenat per Dante Alighieri el gran tosc) 1216-1254 comte de Pitigliano
- Ildebrand XI el roig (fill) 1254-1294, primer comte de Pitigliano i Sovana
- Margarita (filla) 1294-1313
- Guiu de Santa Fiora (espòs) 1299-1438
- Cecília (filla) 1438-1451
- Bosí I Sforza, comte de Cotignola (espòs).

## Comtes Aldobrandeschi, branca d'Ildebrand
- Ildebrand, mort el 996, no apareix mai com a comte
- Gerard II (fill) 996-1009
- Rodolf III (germà) 996-1020
- Hug (fill) 1020-1089
- Rodolf V 1089-1105
- Ugucció 1105-?